# Antonio de Sosa
Antonio de Sosa fue un clérigo, teólogo y escritor portugués del siglo XVI. En abril de 1577, mientras viajaba desde Barcelona a La Valeta (Malta) para tomar posesión del puesto de dean en la catedral de Agrigento (Sicilia), fue hecho prisionero junto a otras 268 personas por los corsarios berberiscos y llevado a Argel, donde quedó retenido contra su voluntad hasta el año 1581. 
En esta ciudad entabló amistad con Miguel de Cervantes y escribió la obra Topografía e historia general de Argel, crónica en la que describe, desde la perspectiva de un cautivo, la sociedad de Argel, entonces bajo dominio turco.
Tras ser liberado y regresar a España, cayó en desgracia acusado de varios delitos graves, obteniendo finalmente el perdón del Papa.

## Topografía e historia general de Argel
La obra fue publicada en 1612, tras la muerte del autor, por el monje benedictino fray Diego de Haedo, sobrino del arzobispo de Palermo del mismo nombre.
Se divide en cinco partes:
- Topografía o descripción de Argel y sus habitantes y costumbres.
- Epitome de los reyes de Argel.
- Diálogo de la captividad.
- Diálogo de los mártires.
- Diálogo de los morabutos.

Sosa afirmó de esta obra que la escribió para la gente supiera "las grandes miserias, sufrimientos, tormentos y martirios sufridos por los prisioneros cristianos a mano de los moros y turcos, especialmente en Argel".
Así describe la muerte del capitán Martín de Vargas:

Y replicando a esto Martín de Vargas que aquello era usanza de guerra, en la cual cada uno ha de hacer lo que debe en defenderse y ofender, muy airado el Barbarroja y colérico mandó a grandes voces que, luego, allí matasen a aquel perro a palos delante de él. Por lo cual, asiendo de Martín de Vargas algunos turcos que allí estaban, le tendieron en el suelo y, sentándose uno sobre la cabeza y otro sobre las piernas, como es costumbre, le dieron con un rebenque, estrobo gordísimo de cáñamo, tantos, tan fieros golpes y azotes, hasta que ellos se cansaron; y sucediendo otros, le molieron todos los huesos, los hígados y las entrañas sin ninguna piedad; y de tal suerte que a fuerza de los crueles azotes y golpes le sacaron el alma y mataron allí; en el suelo tendido.
Antonio de Sosa